# Autonomní vozidlo

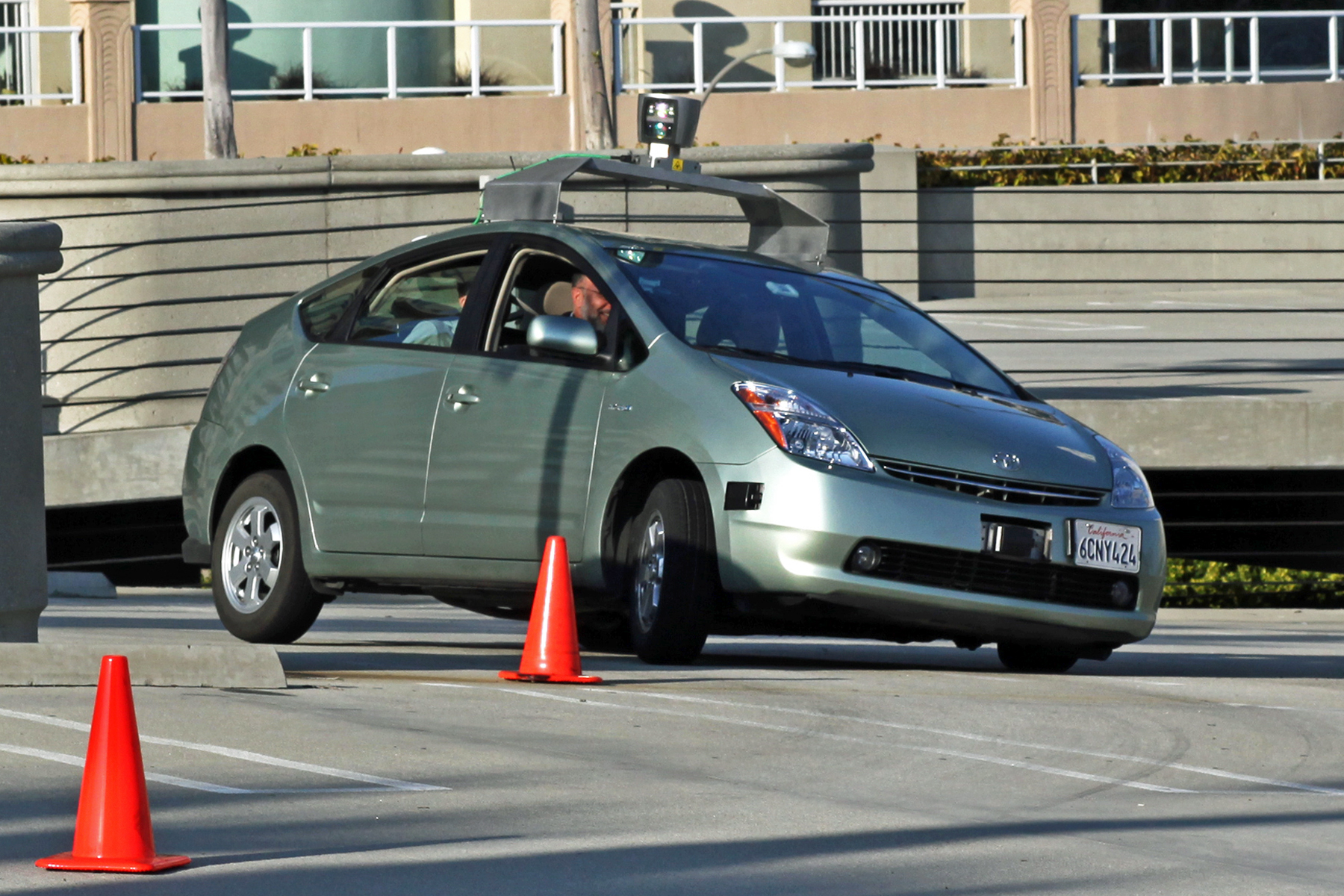
Toyota Prius společnosti Google s laserovým orientačním systémem namontovaným na střeše

Autonomní vozidlo (též například samořízené motorové vozidlo) je motorové vozidlo, které ke svému provozu nepotřebuje řidiče a orientuje se zcela za pomoci počítačových systémů, které detekují okolí vozidla a určují jeho trasu. Detekce okolí může probíhat různě - systémy jako radar, lidar, satelitní navigace a počítačové vidění.

## Automatizace
Asociace SAE International v roce 2014 definovala stupně automatizace 0 až 5:
- 0 – bez automatizace, automatický systém pouze varuje, ale neovládá vůz
- 1 – asistence řidiče („hands on“), automaticky mohou probíhat složitější funkce (adaptivní tempomat, aktivní parkovací asistent), řidič musí být schopen kdykoli řídit.
- 2 – částečná automatizace („hands off“), automat řídí, zrychluje i brzdí, řidič musí sledovat provoz a kontrolovat činnost systému
- 3 – podmíněná automatizace („eyes off“), v definovaném prostředí se řidič nemusí věnovat řízení, musí však být připraven převzít řízení v časovém limitu, který stanoví výrobce
- 4 – vysoká automatizace („mind off“). S výjimkou vysoce nebezpečného prostředí (nebezpečné počasí) řídí automat a řidič nezasahuje.
- 5 – plná automatizace („řízení volitelné“). Automat řídí do libovolného legálního cíle, řidič jen zadá cíl.

V některých státech světa, zejména v některých státech USA, testují výrobci vozidel a technologické firmy v provozu automobily v režimu automatizace 4 či 5, podle článku Technet.cz z října 2017 je však dosud aktuálním vrcholem, který ve svých testovacích programech představují Tesla, Google nebo Uber, stupeň 3. (takzvaný režim „eyes off“, který v ideálním případě umožní řidiči vůbec nesledovat okolí a třeba si číst nebo psát textovou zprávu), přičemž například experimentální auto Google údajně zvládne plně samostatné řízení jen v 80 % času jízdy při nízké rychlosti a jen ve vybraných příměstských oblastech, ve zbytku potřebuje lidskou asistenci. Stupeň SAE 4 či 5 patrně nebude dostupný do roku 2050.[zdroj?] V České republice je zatím možné testovat pouze na stupni 1 až 2, kam spadají například lane assistant pro setrvání ve vybraném pruhu, adaptivní tempomat, či autopilot Tesla. Podle článku Technet.cz z října 2017 je zřejmé, že plně autonomní auta stupně 5 dříve či později budou realitou („mluví se“ o horizontu 20 let), ale odborníci se neshodnou v odhadu, zda půjde o pozvolný vývoj, nebo zda plně autonomní model rychle převrátí trh. Profesor Hanzálek z ČVUT se prý kloní spíše k evolučnímu modelu, takže nakonec budou volant používat jen nadšenci. Problémem ovšem může být přechodné období, kdy budou v ulicích postupně přibývat autonomní auta různého stupně a mísit se se „starými“ manuálními, popřípadě kdy některé komunikace (dálnice, parkoviště) budou vyhrazeny jen pro automaty.
Některé prvky automatického zabezpečení se již stávají u nových vozů standardem. Od roku 2016 například nezíská plný počet hvězd v nárazových testech Euro NCAP auto, které nemá systém autonomního nouzového brzdění pro zabránění srážky s chodcem (AEB Pedestrian). Legislativa z aktivních prvků bezpečnosti vyžaduje třeba stabilizační systém ESP.
V prosinci 2015 popisuje reportér idnes.cz jízdu autonomním vozidlem BMW 3 přestavěným společností Bosch na samořízené vozidlo na polygonu společnosti Continental tak, že „automatická jízda je trochu kostrbatá, brzdění před zatáčkou náhlé a prudší, než jak by brzdil klidně jedoucí řidič (…), zatáčku projíždí auto relativně pomalu, pak opět docela razantně zrychluje. Jízda působí nepřirozeně, postrádá preciznost závodních jezdců i plynulost běžného zkušeného řidiče.“

## Problémy
Problémem je jak nedostatečná pokročilost vývoje, tak také legislativa, protože zatím na většině míst není vytvořen nutný rámec zákonů regulující užívání samořízených aut.
Jsou vznášeny i etické otázky na algoritmus a jeho chování (preference) v situacích jako je například dopravní nehoda. V Německu přijali směrnici, podle které má algoritmus upřednostňovat lidský život před majetkem a životem zvířat. Současně ale algoritmus nesmí nikoho diskriminovat na základě věku, pohlaví, rasy, postižení a jakéhokoliv jiného identifikovatelného faktoru.
Autonomní i neautonomní vozidlo však může být nebezpečné a zneužitelné, pokud dodávaný systém umožní vzdáleně ovládat automobil (např. proti krádeži).
Podle průzkumu britské pojišťovací společností Churchill Car Insurance z roku 2014 pouhých 8 % řidičů nemá z autonomních vozů žádné obavy. 60 % lidí se obává o spolehlivost a bezpečnost, mají například strach z toho, že by jejich auto trpělo stejnými neduhy jako počítače, které se samy od sebe zastaví. Většina dotázaných by určitě zvolila raději takové auto, nad kterým mohou převzít plnou kontrolu. 56 % dotázaných uvedlo, že by si nikdy autonomní vozidlo nekoupili, protože se domnívají, že je prostě nebezpečné a nepředvídatelné, ale čtvrtina dotázaných připouští, že pokud je dokáží výrobci a nezávislé testy přesvědčit o bezpečnosti a spolehlivosti autonomních vozů, zváží jeho nákup.
Podle studie Virginia Tech Transportation Institute, zveřejněné 11. ledna 2016, uznané společností Google, první studie svého druhu, nehodovost samořízených aut je nižší než u lidmi řízených aut, pokud se bere v úvahu závažnost nehod a odhadne se počet nenahlášených nehod konvenčních vozidel. Dosavadní policejní data z různých států byla neúplná a špatně srovnatelná. Studie porovnávala data z projektu samořízených automobilů společnosti Google s výsledky podrobného monitorování provozu 3300 konvenčních automobilů, které za dobu pozorování najely přes 34 milionů vozových mil. Započítávají-li se pouze nehody dvou nejvyšších stupňů závažnosti, pak u konvenčních automobilů vyšla nehodovost 4,2 nehody na milion mil, zatímco u autonomních vozidel 3,2 nehody. Na všech stupních závažnosti je přitom nehodovost konvenčních vozidel vyšší než nehodovost autonomních vozidel, avšak data jsou nedostatečná k tomu, aby takový závěr mohl být učiněn s plnou jistotou. Během studie ani jedna z nehod autonomních vozidel nebyla vyhodnocena jako selhání (zavinění) na straně tohoto vozidla.
V roce 2016, před prvním britským týdnem robotiky (anglicky UK Robotics Week) konaném od 25. června do 1. července 2016, provedla britská výzkumná společnost Opinion Matters v období od 25. května do 26. května 2016 průzkum jménem Britské sítě pro robotiku a autonomní systémy (UK Robotics and Autonomous Systems (RAS)) založená britskou Radou pro výzkum v oblasti technických a fyzikálních věd (Engineering and Physical Sciences Research Council (EPSRC)). V průzkumu bylo dotazováno 1 282 dospělých na jejich postoj k samořídícím vozidlům a dalším podobám automatizace. 71,8 % respondentů se domnívalo, že autonomní řízení bude mít pozitivní dopad na každodenní dojíždění do práce. 21,2 % respondentů uvedlo, že v příštích 10 letech bude mít z robotizace největší prospěch automobilový průmysl. Zatímco muži uvedli, že z robotických technologií bude nejvíce těžit automobilový průmysl, ženy (20,3 %) zvolily medicínu.
Analýza autonomních vozidel pro Českou asociaci pojišťoven koncem roku 2017 odhadovala, že s vyšším zastoupením samořízených vozů dopravních nehod i škod na zdraví ubude (k roku 2037, resp. k situaci nadpolovičního zastoupení autonomních vozidel v provozu studie předpokládala pokles počtu škodných událostí na vozidlo na jednu sedminu dnešního stavu), ale vzhledem k vyšší ceně těchto vozidel citelně vzroste celková výše škod. Cenu pojistného pro koncového uživatele by však mohlo pozitivně ovlivnit snadnější zjišťování viníka díky dokumentaci provozních dat řídicími systémy vozidel. Součástí pojistky by mělo být i pojištění před kybernetickým útokem, rizikem je i zcizení a zneužití osobních dat o řidiči.
Při vývoji se výzkumná pracoviště potýkají s nedostatečnou kapacitou baterií, protože řídicí jednotky jsou extrémně náročné na výpočetní výkon, navíc výpočetní jednotky zabírají značnou část užitného prostoru vozidla. Klíčovou inovací má být efektivní použití vícejádrových procesorů pro bezpečnostně kritické aplikace. Podle některých názorů se tak masivní výpočetní výkon neobejde bez neuronových sítí.
Pro autonomní automobily se stupni autonomie 4 a 5 jsou nutné speciální 3D HD mapy, mnohem přesnější než dosavadní. Proto na konci roku 2015 konsorcium firem Mercedes, BMW a Audi koupilo od finské Nokie mapovou společnost HERE za 2,8 miliardy eur, a v polovině roku 2016 pak Ford spolu s dalšími investory investoval do start-upu Civil Maps, který se zabývá 3D mapováním a tvorbou map pro autonomní vozidla, a na poli autonomních vozidel se extrémně angažují společnosti Google, Baidu a Apple, které si všechny tvoří i vlastní mapy.
Otázkou je také psychosociální role řízení automobilů. Docent Tomáš Svoboda z katedry kybernetiky Fakulty elektrotechnické ČVUT koncem roku 2015 řekl: „Ta technika tu je a funguje. Ale lidé teprve zjišťují, jestli je po takovém řešení společenská objednávka. Spousta věcí je technicky možná, ale lidé po nich netouží.“
Výzkum v Georgia Institute of Technology zjistil, že rozpoznávací technologie rozpoznává chodce s tmavší barvou kůže o 5 % hůře. Podle vývojářů je to proto, že při vývoji málo testovali na Afroameričanech a lidech z Latinské Ameriky.
Pokud je řidič nucen převzít řízení, není ihned schopen dosáhnout plné kvality řízení.
Autonomní řízení může vést ke zvýšení dopravy. Také spotřeba energie a potažmo emise skleníkových plynů může být enormní.

### Etický problém řídicího algoritmu
Na rozdíl od člověka je schopen počítač domyslet všechny etické aspekty svého rozhodnutí, ale je plně racionální i v situacích, kdy člověk reaguje instinktivně. Proto vznikla studie, jejímž cílem bylo zjistit, jaké chování od autonomního auta v situacích, kdy je téměř jisté, že někdo zemře, lidé očekávají.
Obecně existují dva principy, podle kterých se lze rozhodnout:
- „utilitární“ princip většího dobra[24], rozhodnutí, které vede k ohrožení menšího počtu lidí
- „sobecký“ princip ochrany sebe sama[24], rozhodnutí vedoucí nejprve k záchraně sama sebe a teprve pak k ohledu na ostatní

Podle výsledků studie chtěli její účastníci, aby si ostatní lidé kupovali automobily, které by obětovali svého pasažéra, pokud by tím bylo možné ochránit více lidí, ale u svého auta by preferovali, aby v kritickém okamžiku chránilo jejich život.
Z výsledku studie podle autorů vyplývají možné závěry:
Lidé si nebudou chtít kupovat samořízená auta, která by nechránila především je. Vynucení chování, kdy autonomní auto může obětovat svého pasažéra, by tak mohlo způsobit zpomalení prodeje takových aut. Protože ale autonomní auta sama o sobě mají menší nehodovost, znamenalo by to celkovou vyšší nehodovost proti stavu, kdy by si lidé koupili více samořízených aut se „sobeckým“ chováním.

## Užití
V současnosti[kdy?] nejsou tato vozidla v běžném prodeji. Podle článku iDnes.cz z prosince 2015 nejoptimističtější odhady hovoří o tom, že by se zcela autonomní osobní auta mohla v prodeji objevit do pěti let, ve skutečnosti bude cesta k nim však delší, připravena není ani legislativa. Petr Dolejší, ředitel pro mobilitu a udržitelnou dopravu z Asociace evropských výrobců automobilů (ACEA) se v té době vyjádřil, že zcela autonomní doprava je tak vizí na desetiletí, nicméně dílčí řešení je možné realizovat již dnes. Analýza autonomních vozidel pro Českou asociaci pojišťoven z konce roku 2017 vycházela z předpokladu, že k většinovému zastoupení autonomních vozidel ve vozovém parku v Česku mělo dojít nejdříve v roce 2037. Tzv. rychlý scénář České asociace pojišťoven z roku 2017 počítá s koncem aut bez asistenčních systémů do roku 2027, přičemž do roku 2032 by měla být v provozu již jen polautonomní a plně autonomní vozidla, od roku 2040 pak již jen plně autonomní.
Poměrně medializovaná jsou samořízená Google auta, která jsou[kdy?] v testovacím provozu v několika amerických státech. Většina vozidel od společnosti Google jezdila v oblasti Silicon Valley. Zhruba od roku 2010 do února 2016 najezdila kolem tří milionů kilometrů a za tu dobu firma evidovala přes 10 jejich nehod.
Ve větším rozsahu prováděla testování autonomních automobilů společnost Uber. V San Francisku úřady její činnost zastavily, protože neměla potřebná povolení. Ze své flotily 200 vozů s autonomním řízením a stovky zaměstnanců pak zhruba polovinu přesunula do Arizony. Po smrtelném sražení chodkyně 19. března 2018 samořízená vozidla ve všech městech stáhla.
V logistice se autonomní vozidla využívají již dávněji, například v motolské nemocnici mají od roku 1995 systém inteligentních autonomních vozíků, takzvaných želv. V roce 2016 se v technologickém podlaží pohybovalo 38 autonomních akumulátorových vozíků, které přepravovaly vše od čistého prádla přes materiál zdravotnického charakteru, potraviny a neinfekční odpad, přičemž umějí samy nakládat přepravní kontejnery a využívají i výtahy k přepravě do jiných pater. V České republice jde o ojedinělý systém, v Evropě podobným systémem v té době disponovalo asi 10 až 12 nemocnic.

## Podmínky v České republice
V České republice se propagací autonomních vozidel ve větší míře zabývá například webová stránka Český kosmický portál, která je označena jako informační stránky Koordinační rady ministra dopravy pro kosmické aktivity, do jejíž působnosti patří i ITS (inteligentní dopravní systémy). Dne 28. dubna 2017 se na Ministerstvu dopravy uskutečnilo 1. zasedání Platformy pro plně autonomní vozidla, jejíž vznik Ministerstvo dopravy iniciovalo. Záměrem je vytvořit první vládní strategii týkající se rozvoje autonomního řízení silničních vozidel v České republice. Předsedou Platformy pro plně autonomní řízení je JUDr. Václav Kobera, ředitel Odboru ITS, kosmických aktivit a VaVaI, v platformě jsou též zástupci automobilového průmyslu, technických vysokých škol atd. Platforma má 5 pracovních skupin:
- PS1 – Právní aspekty,
- PS2 – Společenské a etické otázky,
- PS3 – Technologie autonomního řízení,
- PS4 – Dopravní, digitální infrastruktura, bezpečnost a prostorová data
- PS5 – Pilotní ověřování a posuzování shody

13. června 2017 se na půdě ČVUT konala konference expertů na vývoj samořízených systémů v rámci evropského programu Hercules, na kterém se podílí katedra řídicí techniky FEL ČVUT. Řídicí modul vyvíjený tímto programem by měl zvládnout zcela bezobslužné parkování.
V červenci 2017 české ministerstvo dopravy v materiálu Vize rozvoje autonomní mobility, který rozeslalo do meziresortního připomínkového řízení, představilo záměr česko-slovenského projektu testování autonomních vozidel v běžném provozu na dálnici D2 mezi Brnem a Bratislavou. Do konce roku 2018 měla být podle tohoto materiálu domluvena spolupráce s Německem na zkoušení vysoce automatizovaných vozidel na úseku dálnice D8 mezi Ústím nad Labem a hranicí s Německem. Zájem o testování projevila i města Ústí nad Labem a Mladá Boleslav. Legislativní úpravy mají být navrženy na základě zkušeností a výsledků testování na zkušebních tratích i v reálném provozu. Materiál neodhaduje náklady na přípravu a realizaci takového testování. V rámci evropského projektu C-Roads má některých úsecích dálnic vzniknou infrastruktura, která umožní přenos dat mezi jednotlivými vozidly. Ministerstvo dopravy v materiálu vyslovilo záměr postavit testovací okruh, o podobné investici v Česku uvažovala i automobilka BMW.
12. října 2017 Ministerstvo dopravy ČR a další partneři projektu podepsali konsorciální smlouvu, čímž projekt C-ROADS, který má běžet do roku 2020, oficiálně odstartoval. V rámci projektu C-ROADS Czech Republic budou v letech 2017 až 2020 nasazeny C-ITS systémy na dálnicích D1, D5, D11, ale i ve městech a městské hromadné dopravě či na železničních přejezdech. Současná verze C-ITS jednotky ve vozidle je zařízení, které přímo komunikuje na vyhrazené radiové frekvenci 5,9 GHz se svými protějšky na infrastruktuře a v okolních vozidlech, je možné ji pořizovat i na starší vozidla a její cena se bude pohybovat v řádech tisíců korun. Zpočátku se takové informace budou jen zobrazovat na displeji, v budoucnu by měly být integrovány do řídicích systémů vozidel. Testování probíhá mezi Mirošovicemi a Rudnou (části dálnic D1, D0 a D5), kde byly instalovány komunikační jednotky na infrastruktuře a na vybraných vozidlech ŘSD.
Ministerstvo dopravy ČR se stalo partnerem evropského programu CARTRE (Coordination of Automated Road Transport Deployment for Europe). Za nizozemského předsednictví v Radě EU byla 14. dubna 2016 v Amsterodamu projednána a schválena deklarace „European Cooperation in the Field of connected and automated driving, in view of the Dutch EU Presidency“.
Vznikla evropská aliance automobilek s telekomunikačními operátory, která se chce zaměřit v počátku testování na dálkově řízené parkování a autopilota na dálnicích, zejména pro konvoje nákladních vozidel.

## Nehody

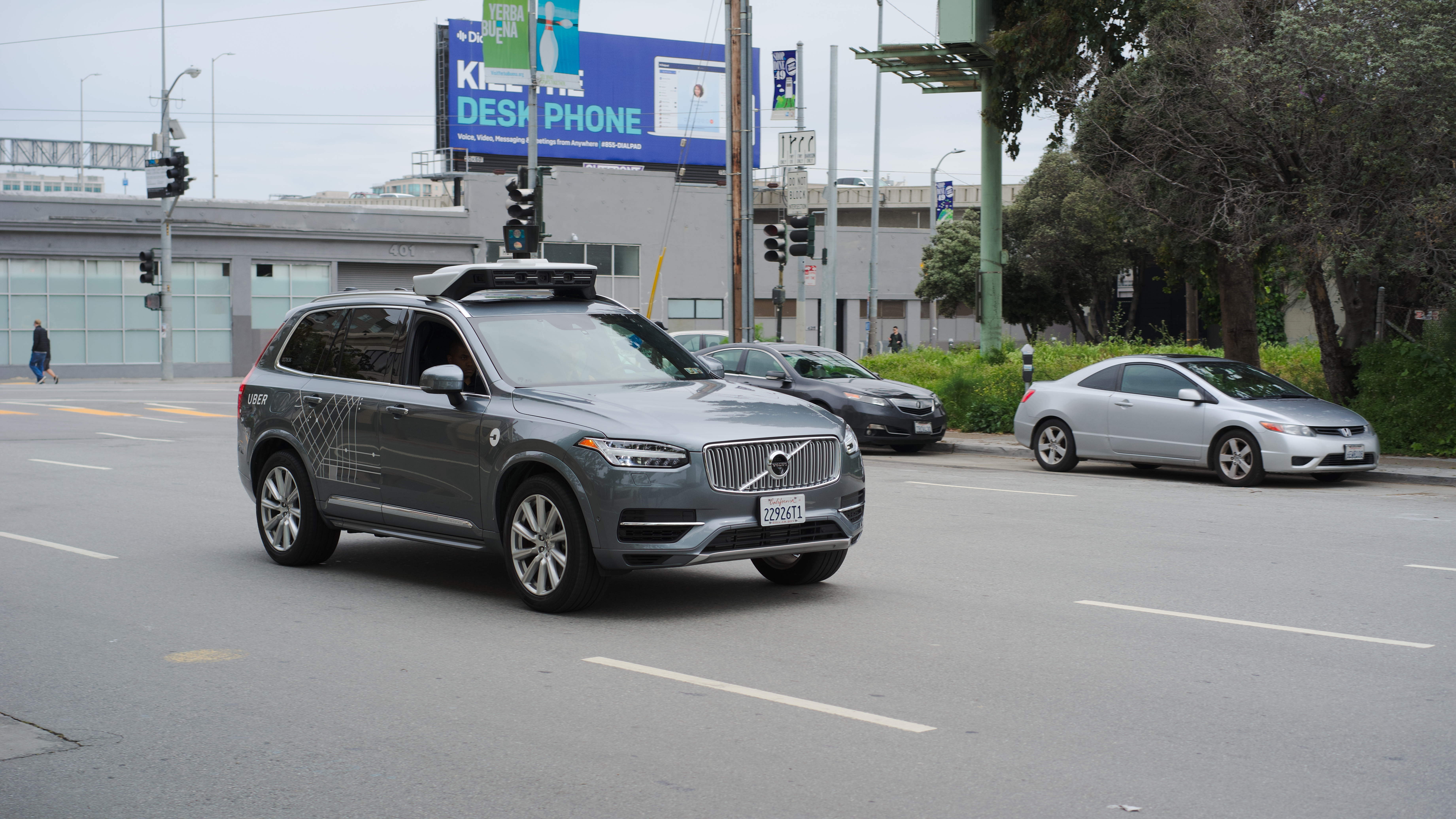
Autonomní vůz Uberu Volvo XC90 v San Franciscu

Jako první nehoda autonomního vozidla v plně automatickém režimu je uváděna nehoda automobilu Lexus RX450h z testovací flotily Googlu 14. února 2016 v městečku Mountain View v okrese Santa Clara v Kalifornii. Automobil se před křižovatkou snažil vyhnout pytlům s pískem složeným na vozovce v odbočovacím pruhu, do něhož se před tím zařadil, a musel kvůli tomu přejet do levého, průběžného pruhu. V něm se autobus právě rozjížděl na zelenou, aniž by umožnil autonomnímu vozidlu vjezd do pruhu, jak předpokládal algoritmus řízení i řidič autonomního vozidla, a autobus v rychlosti zhruba 25 km/h narazil do boku automobilu, autonomní automobil jel v okamžiku srážky rychlostí do 3 km/h. Nikdo nebyl zraněn.
K první smrtelné nehodě s účastí autonomního vozidla došlo v květnu 2016, kdy sedan na elektrický pohon Tesla Model S se zapnutým systémem samořízení narazil do nákladního vozu, řidič Tesly zahynul. Vyšetřování ukázalo, že elektrický automobil jelo příliš rychle; jelo rychlostí 119 kilometrů v hodině v úseku dálnice, kde byla nejvyšší povolená rychlost 105 kilometrů v hodině. Za volantem seděl čtyřicetiletý majitel technologické společnosti z Ohia, který v tu chvíli využíval tempomat a systém udržování automobilu v jízdním pruhu. Tesla a americký Národní úřad pro bezpečnost silničního provozu původně uvedly, že autopilot nedokázal rozlišit bílou stěnu kamionu od jasné oblohy a auto ani jeho řidič se nesnažili zabrzdit.
Samořízené vozidlo Volvo XC90 testované společností Uber srazilo 19. března 2018 ve městě Tempe v Arizoně 49letou ženu, která přecházela silnici s jízdním kolem, které vedla. Žena v tmavém oblečení přecházela silnici mimo přechod na neosvětleném místě a náhle se zjevila před autem ze tmy. Vozidlo bylo v autonomním režimu jízdy, za volantem byla operátorka, která na průběh testování dohlížela. 44letá operátorka Rafaela Vasquezová nedávala v okamžiku nehody pozor na to, co se děje na silnici, ale koukala se pod sebe do interiéru vozidla. Událost byla označována za první (veřejně známý) případ chodce usmrceného samořízeným automobilem. Žena utrpěným zraněním v nemocnici podlehla. Podle policejní náčelnice z města Temple je zcela zřejmé, že by bylo těžké zabránit této nehodě v jakémkoli módu řízení. Případ vzbudil obavy o plánované uvedení těchto vozů do ostrého provozu v USA. Mluvčí arizonského ministerstva dopravy Kevin Biesty uvedl, že nevidí v havárii důvod, proč zpřísňovat podmínky pro testovací provoz samořízených vozidel. Uber po nehodě testování ve všech městech pozastavil, stát Arizona jí podle titulku článku v iDnes.cz následně pozastavil povolení k testování na veřejných silnicích. Arizonský guvernér Doug Ducey v dopise adresovaném šéfovi společnosti Uber uvedl, že video se záznamem nehody je znepokojující a vyvolává řadu otázek o tom, zda vůbec může Uber v testování v Arizoně pokračovat.